# Zonder titel (Anna Enquist, Ferdinand Bolstraat)
Aan de Ferdinand Bolstraat in Amsterdam-Zuid stond tussen 2017 en 2021 een titelloos kunstwerk. Het betrof dichtregels van Anna Enquist aangebracht op drie zitbanken op het Ferdinand Bolplein.
Na de herinrichting en herbestrating van De Bol, werd hier een aantal zitbankjes geplaatst. In oktober 2017 werd op elk van de drie bankjes op een leuninglat een metaalplaat met daarop een tekst de stadsdichteres geplaatst. De tekst luidt:
Hierboven komt de wereld voorbij. Klaar voor roti, koriander, broodje bal, alles verzameld in de karabies
Gesprek gevoerd, handen gedrukt, een kind omhooggetrokken na een val en nu op de bank, alles te zwaar
Rust is bedrieglijk. Sluit je ogen, zo diep onder deze kramen de metrotreinen zoeven door de klei.
De initiatiefnemer van de straatpoëzie was Max Bögel, hoofdaannemer van de Noord/Zuidlijn. De bankjes stonden in de directe omgeving van Metrostation De Pijp en stonden boven de metrotunnel. De straatpoëzie werd geplaatst in het kader van De Rode Loper. Eenzelfde kunst met andere teksten is zichtbaar op banken op de Vijzelgracht en het Rokin. In 2021 zijn bankjes en dichtregels verwijderd vanwege de coronapandemie; er werd geconstateerd dat de bankjes publiek aantrokken van de nabijgelegen fastfoodketen. In 2023 waren bankjes en dichtregels weer terug.